# ノッティンガム (軽巡洋艦)
| 画像をアップロード |                                                                              |
| 艦歴               |                                                                              |
| 発注               | 1911年                                                                       |
| 起工               | 1912年6月13日                                                                |
| 進水               | 1913年4月18日                                                                |
| 就役               | 1914年4月                                                                    |
| 退役               |                                                                              |
| その後             | 1916年8月19日に戦没                                                          |
| 除籍               |                                                                              |
| 性能諸元           |                                                                              |
| 排水量             | 5,440トン                                                                    |
| 全長               | 457 ft (139 m) Overall                                                       |
| 全幅               | 50 ft (15 m)                                                                 |
| 吃水               | 15.75 ft (4.80 m)                                                            |
| 機関               | パーソンズ蒸気タービン、4軸推進、 ヤーロウ缶12基、22,000hp                   |
| 最大速             | 25.5ノット (47 km/h)                                                         |
| 乗員               | 433名                                                                        |
| 兵装               | 6インチ砲9門、 3インチ砲1門、 3ポンド砲4門、 機銃2基、 21インチ魚雷発射管2門 |

ノッティンガム (HMS Nottingham) はイギリス海軍の軽巡洋艦。バーミンガム級。

## 艦歴
1912年6月13日起工。1913年4月18日進水。1914年4月就役。
第一次世界大戦中、ヘルゴラント・バイト海戦（1914年8月28日）、ドッガー・バンク海戦（1915年1月24日）に参加。
1916年8月19日、北海でドイツ潜水艦「U52」により撃沈された。